# Helmut Millauer
Helmut Millauer (* 11. Januar 1941 in Stuttgart; † 24. Mai 2014) war ein deutscher evangelisch-lutherischer Regionalbischof, Oberkirchenrat und Lieddichter.

## Leben
Nach seinem Studium war Millauer zunächst Vikar in Ingolstadt und trat seinen Dienst als Pfarrer im Februar 1976 in der evangelisch-lutherischen Kirchengemeinde Ebersberg-Grafing an, wo er bis zum März 1983 wirkte. In den Jahren 1984 bis 1997 war Millauer Rektor der Rummelsberger Diakonie und wurde im Jahr 1997 zum Regionalbischof im Kirchenkreis Regensburg sowie zum Mitglied des Landeskirchenrats der Evangelisch-Lutherischen Kirche in Bayern ernannt. 2004 trat er in den Ruhestand.
Das von ihm herausgegebene Rummelsberger Brevier, das unter dem Titel Du bist mir täglich nahe erscheint, prägt die Rummelsberger Diakonie in ihrem geistlichen Leben bis heute. Ein von Millauer 1990 verfasstes geistliches Lied mit dem Titel Danket dem Schöpfer unsrer Welt wurde unter Nummer 635 in den Regionalteil Bayern/Thüringen des Evangelischen Gesangbuchs (EG) aufgenommen. Der Refrain heißt Dienet dem Herrn mit Freuden und drückt das diakonische Bekenntnis des Autors aus.

## Würdigung
Der evangelische Landesbischof und Ratsvorsitzende der Evangelischen Kirche in Deutschland Heinrich Bedford-Strohm drückte seine Dankbarkeit für das Wirken Millauers mit den Worten aus: „Helmut Millauer hat in seiner persönlich bescheidenen Art und seiner geistlichen Ausstrahlung viele Menschen inspiriert. Von ihm ist in seinen verschiedenen Tätigkeiten viel Segen für unsere Kirche und weit darüber hinaus ausgegangen.“

## Werke
- Leiden als Gnade. Eine traditionsgeschichtliche Untersuchung zur Leidenstheologie des ersten Petrusbriefes, Dissertation, Europäische Hochschulschriften XXIII, Bd. 56, Bern, Frankfurt am Main 1976.
- als Herausgeber (zus. mit Michael Herrmann): Du bist mir täglich nahe. Rummelsberger Brevier. Herausgegeben im Auftrag der Rummelsberger Brüderschaft. Gütersloh. 2008. ISBN 9783579059006
- Lied Danket dem Schöpfer unsrer Welt, Evangelisches Gesangbuch, Regionalteil Bayern/Thüringen, Liednummer 635. 1989. ISBN 9783583121003